# 渡部恒三
渡部 恒三（わたなべ こうぞう、1932年〈昭和7年〉5月24日 - 2020年〈令和2年〉8月23日）は、日本の政治家。元の姓名は、渡部 恒蔵（読み同じ）。正三位、勲一等旭日大綬章。
衆議院議員（14期）、衆議院副議長（第60・61代）、厚生大臣（第63代）、自治大臣（第39代）、国家公安委員会委員長（第49代）、通商産業大臣（第53代）、自由民主党国会対策委員長（第32代）、新進党政務会長（第2代）兼国会運営委員長（第2代）、同総務会長（初代）、無所属の会代表（第3代）、民主党国会対策委員長（第11代）、同最高顧問、復旦大学経済管理学院名誉教授などを歴任。自由民主党所属時は竹下派七奉行の1人だった。

## 経歴

### 青年時代
福島県南会津郡田島町（現・南会津町）出身。祖父は「明治政府ができて最初の国会議員」であったという。父・渡部又左衛門は福島県議会議員や福島県田島町長を務めた。父の死後、又左衛門を襲名した長兄は福島県田島町長を2期務めている。小室直樹は福島県立会津高等学校時代の同級生。
早稲田大学在学中は雄弁会に所属。同期会員に藤波孝生がいた。また、同じ学部の2年先輩に政治評論家の三宅久之がいた。また、野球部に在籍していた福嶋一雄、広岡達朗を故郷に招き、二人に自らの母校である会津高校野球部のコーチを依頼した。その縁で広岡とは現在でも親交が深い。

### 政治家への道
自由党の石橋湛山の私設秘書となったが、20歳になって初めての選挙である第25回衆議院議員総選挙では、右派社会党書記長であった浅沼稲次郎に投票したという。渡部は、「石橋も浅沼も早稲田の先輩だったから」何の違和感もなかったと語っている。内閣官房副長官などを務めた八田貞義の秘書を経て、1959年4月の福島県議会議員選挙に立候補し、初当選。県議選に初めて立候補の際には『選挙で名前を書きやすいように』と、出生時の名であった『恒蔵』から『恒三』に改名し、後に戸籍名も『恒三』とした。福島県議会議員時代には自由民主党福島県支部連合会政務調査会長も務めるが、2期目途中、八田の選挙活動にからむ公職選挙法違反のため有罪判決を受け県議会議員を辞職。
1969年、第32回衆議院議員総選挙に「県議ならばカムバックできる。衆議院は無理」という後援者の説得を振り切って旧福島2区から無所属で立候補。明治100年を記念した特別恩赦で公民権停止が解けた直後だった。「会津のケネディ」（「ワタスは東北のケネディダす」）を自称して、初当選した。選挙期間中自由民主党から公認を得られなかったが、当選したのち追加公認された。渡部によると、当時の党幹事長・田中角栄が中継のテレビカメラの前で渡部を名指しして不明を恥じたという。69年の総選挙で初当選した議員は多くが田中の所属する佐藤栄作派（周山会）に所属したが、渡部は「俺は会津出身だから（戊辰戦争で戦った）長州の家来にはなれません」と宣言してしばらく無派閥を貫いたのち、田中派が結成されると、すぐにこれに参加した。
商工族としてキャリアを積む。国会内では衆議院商工委員長、政務では通産政務次官、厚生大臣、自治大臣、国家公安委員会委員長、通商産業大臣、党務では自民党国会対策委員長を歴任した。経世会では竹下派七奉行の1人に名を連ねる。厚生大臣在任当時の国会答弁で『少子高齢化社会』というキーワードを使い、年金法や医療保険法改正に取り組んだ。渡部自身は「少子高齢化という言葉を最初に使った政治家は私だろう」と語っている。また、いわゆる「トルコ風呂問題」が持ち上がったのは、彼の厚相在任中であった。

### 衆議院副議長
1993年に自民党を離党後、新生党を経て新進党の結党に参加。新進党では幹事長代理、政務会長兼国会運営委員長、総務会長、副党首を歴任し、1996年に衆議院副議長に就任。2000年に再任された。副議長在任日数2498日は衆議院創設以来最長記録。当初、副議長就任には前向きではなかったが「早稲田大学雄弁会の後輩の小渕恵三が衆議院議長に就任するので」と説得され、副議長就任を引き受けた。しかし、小渕は1963年衆院選当選同期である橋本龍太郎首相の説得により、「上がりポスト」の衆院議長就任を固辞し、結局伊藤宗一郎が衆院議長に就任した。副議長就任時の慣例として党籍を離脱中に出身政党の新進党が解党し、自由党・新党友愛・新党平和・黎明クラブ・改革クラブ・国民の声の6党に分裂したが、渡部はそのいずれにも籍を置かず、無所属の会（会派は民主党・無所属クラブ、選挙では与党の公明党や保守新党の推薦も受ける）に参加した。
2000年、衆議院副議長に再任。野党側から選出されるのが慣例の衆院副議長人事において、野党側が石井一を推したのに対し、与党側が唐突に渡部の擁立を表明した。渡部の副議長続投は当時の最大与党・自民党、特に幹事長の野中広務の強い意向であった。これは大の公明党嫌いで知られる石井が自自公連立政権を強く批判していたためである（ただし石井は新生党時代、公明党も参加する非自民連立政権の一員であり、羽田内閣では入閣している）。野中の主導による渡部擁立に対して野党4党は一斉に反発し、「野中幹事長の私怨によって、暴挙がおこなわれようとしていることを看過できない。私たちは大人の政党として責任を果たしたい」（鳩山由紀夫）、「国会は与野党あっての国会。与党のため、自民党のため、ましてや野中幹事長のために存在するのではない」（佐藤敬夫）などとして野党4党は石井に揃って投票するとともに、賛成で臨むはずだった議長選挙では白紙で投票し抗議の意思を示した。しかし、結果は渡部287票、石井189票で渡部が当選し、副議長に再任された。
2005年9月の第44回衆議院議員総選挙前に民主党に入党し、同党公認で福島4区から立候補。渡部は小選挙区制導入前から会津地方で強固な地盤を築いていたが、この選挙では自民党の渡部篤（血縁関係はない）に約7000票差まで迫られる猛追を受けた（渡部篤も比例復活）。また渡部恒三陣営の選挙違反が摘発され、運動員が逮捕された（後述）。

### 民主党時代

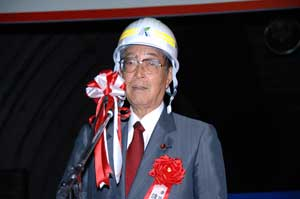
2006年8月4日、甲子トンネル貫通式にて

#### 国会対策委員長
2006年2月、堀江メール問題で前原誠司民主党代表の側近である野田佳彦国会対策委員長が辞任すると、鳩山由紀夫幹事長の要請を受けて後任の国対委員長に就任した。菅直人や山岡賢次ら国対に精通したベテランが相次いで就任を固辞したための苦肉の策であった。衆院副議長を経験した党内最長老の国対委員長就任は異例のことであり、与党・自民党からも驚きの声が聞かれた（過去には園田直が衆院副議長経験後に自民党国対委員長に就任した例があった）。渡部の国対委員長就任について、当時の小泉内閣の一員である麻生太郎外務大臣は、平均年齢の若い前原執行部を引き合いに出して「貫禄が違う」と渡部を持ち上げた。
就任直後から生放送のテレビ、ラジオ番組に相次いで出演し、9月に行われる民主党代表選の前倒しや、永田寿康議員へ辞職要求などを発言、鳩山幹事長はその火消しに追われた。堀江メール問題に関して、2006年3月15日放送のTBS系「みのもんたの朝ズバッ!」で涙を流して謝罪した。

#### 国対委員長辞任後

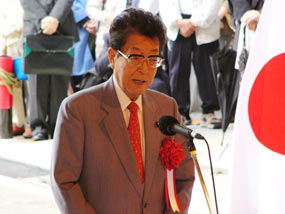
2008年9月21日、甲子道路開通式にて

2006年9月に国対委員長を辞任し（後任は髙木義明）、民主党最高顧問に就任した。2ヶ月後の11月12日に投開票された福島県知事選挙において、渡部の秘書を長く務め、当時参議院議員（民主党所属）だった渡部の甥（姉の長男）である佐藤雄平を擁立。佐藤は当選を果たした。前任の佐藤栄佐久も、渡部の盟友的存在の一人であった。
第21回参議院議員通常選挙について、党代表の小沢一郎が、野党で過半数議席獲得ができない場合、政界を引退すると表明したのに続き、「野党が自民・公明を上回る議席を取れなかったら、小沢代表だけでなく私も辞める」と決意を示し、その結果民主党は大勝するに至った。
2007年10月4日、自身の政治団体に関わる不祥事（後述）のために党最高顧問などの役職を辞任するが、2008年1月8日、民主党最高顧問に復帰。無役であった期間は約3ヶ月にとどまった。復帰が認められた理由について、党幹部の1人は「年が改まったので」とコメントした。その後の2009年10月26日、民主党の両院議員総会で最高顧問に再任されなかった。鳩山由紀夫首相辞任後、菅直人新執行部で再度、最高顧問に就任した。

#### 政界引退
2012年11月15日、高齢を理由として次期衆院選には出馬しない意向を正式に表明。後継は指名せず。翌日衆議院が解散され失職、政界を引退した。引退する際に「老兵は死なず、ただ消え去るのみ」という言葉を残した。
引退後は民進党を経て国民民主党の福島県連最高顧問を務めた。

#### 死去
2020年8月23日2時8分、老衰により福島県会津若松市内の病院で死去。88歳没。死没日をもって正三位に叙され、銀杯一組が授けられる。

## 親族
- 父は元福島県議会議員・渡部又左衛門。
- 長男は東京財団研究員、戦略国際問題研究所非常勤研究員、三井物産戦略研究所国際情報部主任研究員の渡部恒雄。
- 福島県知事を経験した佐藤雄平は甥（姉の息子）。
- 2010年9月21日に母・キイが死去。106歳没。

## 人物像

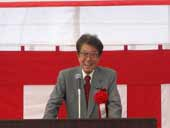
2005年11月21日、金曲バイパス開通式にて

### 人柄
- 会津訛りの喋り方が特徴的である。衆議院議員として自民党の国対委員長だった1986年、秘書に「ケーサツチョウチョウカン」と会津なまりで頼み事をした所、秘書が警察庁長官に電話をつないだ。しかし、当の渡部は「今朝の朝刊（ケサノチョウカン）」と言ったつもりだった[14]。
- 愛称は「おしゃべり恒三[15]」、「大御所[要出典]」、「黄門さま[16]」または「平成の黄門さま[17]」。このうち「黄門さま」のニックネームは、高齢での国対委員長就任のために補佐役の委員長代理となった川端達夫と平野博文が記者団の前で「私たちが『格』と『助』になってお仕えします」と渡部に告げたところ、「由美かおるがいねぇじゃねぇか」と返答したことが話題となったのが由来[17]。
- 2006年10月に第19回日本メガネベストドレッサー賞受賞、同年11月には、ユーモラスで楽しい話題を社会に提供したことで、平成18年度ゆうもあ大賞を受賞した。

### 政策
- 原子力発電政策を推進していた。厚生大臣時代の1984年1月に原子力関係者との会合の席で「原発を作れば作るほど国民は長生きできる。日本のエネルギー問題の解決は原発だというのが私の政治哲学だ。」と発言し反原発グループから猛反発を受けた[要出典]。補助金がないと駄目な農業だけの福島と言いたかったという[要出典]。福島県浜通り地方はいわゆる『原発銀座』だが、渡部の地元の会津地方は日本有数の水力発電の電源開発地帯である(参照：只見特定地域総合開発計画)。
- 2011年の福島第一原子力発電所事故後は、福島県選出の国会議員として脱原発を主張する態度に転じた。2012年8月に掲載された同期当選の森喜朗元首相との対談では、「私は脱原発。とにかく安全神話を信じて首都圏にエネルギーを送ってきた福島県民が、原発事故でものすごく苦労している」「これからの間接被害のことを考えると、原発は許せない。将来は原発ゼロにすべきだ」と発言している[18]。その反面、2011年5月に地下式原子力発電所政策推進議員連盟（略称 地下原発議連）の顧問に就任している。
- 民主党の道路族議員で、最高顧問辞任後、党の道路特定財源の暫定税率撤廃方針・一般財源化に反対する署名に協力。渡部が反主流派状態で、署名に参加したことに危機感を抱いた執行部は、渡部の最高顧問復帰への道筋を作った[要出典]。
- 2008年春に、日本銀行総裁人事において、政府側が示した、元財務事務次官である武藤敏郎副総裁を昇格させる人事について、民主党としては「財務省幹部の天下り人事である」「財金分離の観点から不適切」として反対したが、テレビ朝日系列の『サンデープロジェクト』において、「（党代表の）小沢は武藤氏に賛成だったのか」と問い詰められた渡部は、「それは言えません」と答えていた。なお、西岡武夫は後に「財金分離を理由に反対したのは今でもおかしいと思っている」と述べている[要出典]。

### 政党人として
- 民主党内では保守派の重鎮であり、中堅・若手の多い党内の保守系グループの後見人格を自認[要出典]。
- 通算当選14回は、過去民主党に所属した議員のうち、小沢一郎に次ぐ当選回数で羽田孜と並ぶ。また、県議時代から選挙において一度も落選したことがない。

#### 小沢一郎との関係
- 自民党、経世会時代の渡部は小沢一郎の盟友として知られた。誕生日が同じ（5月24日）なため、初当選以来、毎年合同で誕生会を開催することが恒例であった[8]。自民党を離党後も行動を共にするが、新進党時代に決別し、以降は反小沢の急先鋒に転じた。民主党時代も同僚となった小沢に対して対立姿勢を鮮明にし、反小沢派の後見役を担った[要出典]。
- 2009年10月26日に最高顧問に再任されなかったことについて、幹事長だった小沢は同日の記者会見で「功成り名を遂げて高いレベルでアドバイスするのが最高顧問だ。ところが、最高顧問だった藤井裕久さんは引退宣言もしていたのに、一番大事な国務大臣（財務大臣）になった。現役でやれる能力のある人は最高顧問のイメージと違う。渡部氏はまだまだ現役として、前線でやれる能力も意欲もある」と、再任に至らなかった経緯を説明した。が、小沢と渡部との間には以前から確執が噂されているため、恣意的人事という声も上がった[要出典]。
- 2009年12月、天皇特例会見問題で、「政治主導は天皇陛下の問題では全く関係ない。これは日本の国体に関する問題で、慎まなければならない[19]」「太平洋戦争の歴史を考えれば、政治家はどんなことがあっても天皇陛下を自分たちの都合のいいことに利用するなんてことは考えてはいけない」と述べ、会見を宮内庁に要請した鳩山首相や、仲介したとされる小沢幹事長の対応を民主党内部から批判した[20]。
- 2010年1月、小沢の元秘書である石川知裕衆議院議員が政治資金規正法違反で逮捕された問題について、記者から質問を受けた際「かわいそうじゃないか石川君は。君ら、誰が悪いのかくらいオレが言わなくたって分かるだろ」と答え、遠回しながら小沢の責任に言及した。また小沢幹事長以下、党執行部を批判した生方幸夫副幹事長を、小沢の意向を受けた高嶋良充筆頭副幹事長が解任した際は「とんでもねぇ話だねそれは。民主主義の国じゃなくなっちゃうよ。秘書が3人逮捕された人のほうが重い責任がある」とコメントした。
- 2011年5月24日、両氏の合同誕生会が3年ぶりに開催された。同年3月11日に発生した東日本大震災の直後で小沢と渡部は共に東北地方出身であったこともあり、この会は「新しい東北の誕生に向けての集い」と題され民主党議員ら160人が参加した。小沢は「彼（渡部）は彼流に私（小沢）に悪態をつきましたし、私は私流に彼をシカトしてきた」と発言、渡部は「小沢さんと今日からまた目を合わせ口をきけるようになった」と発言しこの会は和解の会となった[21]。
- 一方で消費税率の引き上げに反対した小沢が民主党から離党届を提出すると、渡部は「友人としては残念に思うが、これで終わりだ」と突き放した[22]。

#### 後進の指導
- 90年代の政界再編期の旧党の感覚が抜けきっていない幹部が多い民主党にあって、早くからニューリーダーの育成に目を向け、岡田克也や前原誠司・枝野幸男・野田佳彦ら民主党の中堅・若手七人を、かつて渡部も属した竹下派七奉行になぞらえ「民主党七奉行」に指名、七奉行の会として定期的に会合を持っていた時期があった。
- 「堀江メール問題」で党の幹部が落ち込んでいるなか、激励のために会津名物「起き上がり小法師」をプレゼントする気配りを見せたが、党代表であった前原誠司の起き上がり小法師だけは起き上がらなかったため、座が凍りつく一幕もあった。その後、前原執行部は責任をとり、総退陣した。こうした経緯があり、渡部は「前原君には一生頭があがらない」と発言している[23]。
- 『週刊新潮』において賭けゴルフ疑惑を報道されている横峯良郎議員らが2007年8月31日の民主党両院議員総会を欠席したことについて、「公人である以上は説明責任をキチッと果たさなければならない、総会を欠席するのもけしからん」と苦言を呈した[要出典]。
- 北海道教職員組合（北教組）から民主党の小林千代美議員陣営へ違法な献金行為が行われ北教組幹部3人が逮捕されたことについて、2010年3月5日にTBSの番組の収録で「心の教育が明日の日本のために一番大事だと訴えているのに、わが党の議員が心の教育を一番粗末にするような形で、本当に恥ずかしく残念だ」と述べた[24]。
- 元自民党幹事長：二階俊博は若手議員時代は奥田敬和や渡部の薫陶を受けた[25]。二階は渡部が2020年8月に死去する前には福島県会津若松市内の病院を訪ねて見舞っている[26]。

### 報道被害
- 渡部は1983年12月、第2次中曽根内閣において厚生大臣として初入閣を果たした。就任直後、たばこを吸いながら記者懇談会にのぞんだところ、記者から「大臣、たばこはよくありませんよ」とたしなめられた渡部は、「風邪をひいたり病気になったりしたときはたばこも吸えない。今日は体の調子がいい」と返答したため、「たばこは健康のもと」と発言したと誤報され[8]、国会内で連日釈明に追われる[27][28] など、波紋を呼んだ。渡部は「それから発言には気を付けるようになった」「失言はその時だけだ」と回想している[8]。

## 不祥事
- 前述のとおり、公職選挙法違反事件で有罪判決を受けたため福島県議会議員を辞職している。
- 2005年の第44回衆議院議員総選挙において、陣営の運動員6名が公職選挙法違反（被買収）の容疑で逮捕され、それぞれ罰金刑に処せられた（内一人は大麻所持も発覚し再逮捕）。
- 2007年10月3日、関連政治団体である「新時代の会」が、1993年から2004年の政治資金収支報告書で甥の佐藤雄平のマンションを事務所として使っていなかったのにもかかわらず、12年間に渡って「主たる事務所」として総務省に届け出ていたことが明らかになった[29]。事務所費として計約9900万円、人件費や光熱水費を含めて計約1億7824万円を計上していた。また、会の代表者は2000年に、会計責任者は2004年にそれぞれ死亡していたにもかかわらず、後任者への変更の届け出がされていなかったこと、さらに、収支報告書に死亡した会計責任者の署名・捺印がなされた宣誓書が添付されていたことが明らかになった。渡部の秘書は「事務所の実態は議員会館にあり、実態に即していないと言われればそうかも知れない」とコメント。党の若手議員からは「与党の追及がやりにくくなる」と不満の声も出始めた。そのため、渡部はこの問題の責任を取る形で党最高顧問を辞任するが3ヵ月後に復帰した。

## 所属していた団体・議員連盟
- 民主党たばこ産業政策議員連盟（顧問）[30]
- 日本会議国会議員懇談会
- 地下式原子力発電所政策推進議員連盟（顧問）
- 天皇陛下御即位二十年奉祝国会議員連盟（顧問）
- 北京オリンピックを支援する議員の会（顧問）
- 日韓議員連盟（会長）
- 将棋文化振興議員連盟（会長）
- 永住外国人の地方参政権を慎重に考える勉強会（代表世話人）
- 2005年、日本棋院から大倉喜七郎賞を受賞。

## 略歴

### 経歴
- 1932年
  - 5月24日 出生。
- 1955年
  - 3月 早稲田大学第一文学部卒業。

### 政歴
- 1959年
  - 4月 - 福島県議会議員選挙（自由民主党公認）当選。
- 1963年
  - 4月 - 福島県議会議員選挙（自民党公認）2期目当選。
- 1967年
  - 3月18日 - 公職選挙法違反で有罪になり、福島県議会議員辞職[31]。
- 1969年
  - 12月27日 - 第32回衆議院議員総選挙（旧福島2区・無所属）当選。45,761票（5/8）。
  - 自民党追加公認。
- 1972年
  - 12月10日 - 第33回衆議院議員総選挙（旧福島2区・自民党公認）2期目当選。57,846票（4/9）。
- 1976年
  - 12月5日 第34回衆議院議員総選挙（旧福島2区・自民党公認）3期目当選。57,553票（4/8）。
- 1979年
  - 10月7日 第35回衆議院議員総選挙（旧福島2区・自民党公認）4期目当選。73,390票（4/7）。
- 1980年
  - 6月22日 第36回衆議院議員総選挙（旧福島2区・自民党公認）5期目当選。75,029票（2/7）。
- 1983年
  - 12月18日 第37回衆議院議員総選挙（旧福島2区・自民党公認）6期目当選。88,116.96票（1/8）[32]。
  - 12月27日 厚生大臣（第2次中曽根内閣）就任。
- 1986年
  - 7月6日 第38回衆議院議員総選挙（旧福島2区・自民党公認）7期目当選。104,300票（1/8）。
- 1987年
  - 11月 党国会対策委員長就任。
- 1989年
  - 8月10日 自治大臣兼国家公安委員長（第1次海部内閣）就任。
- 1990年
  - 1月24日 第39回衆議院議員総選挙（旧福島2区・自民党公認）8期目当選。79,719票（2/9）。
- 1991年
  - 1月 衆議院予算委員長就任。
  - 11月5日 通商産業大臣（宮沢内閣）就任、政務次官は同じ派閥の古賀正浩。
- 1993年
  - 6月22日 自民党離党、翌日新生党結成。
  - 7月18日 第40回衆議院議員総選挙（旧福島2区・新生党公認）9期目当選。97,303票（1/9）。
- 1994年
  - 12月9日 新生党解散、翌日新進党結党。党幹事長代理就任。
- 1995年
  - 10月 党政策審議会長・国会対策委員長就任。
- 1996年
  - 1月 党総務会長就任。
  - 8月 副党首就任。
  - 10月20日 第41回衆議院議員総選挙（福島4区、新進党公認）10期目当選。93,960票。
  - 11月 衆議院副議長就任。
- 1997年
  - 12月31日 新進党分党に伴い無所属に。
- 2000年
  - 5月12日 無所属の会入党。
  - 6月25日 第42回衆議院議員総選挙（福島4区・無所属の会公認）11期目当選。102,631票。
  - 7月 衆議院副議長再任。
- 2003年
  - 4月29日 勲一等旭日大綬章。
  - 11月9日 第43回衆議院議員総選挙（福島4区・無所属の会公認）12期目当選。
- 2005年
  - 9月11日 第44回衆議院議員総選挙（福島4区・民主党公認）13期目当選。
  - 12月 党最高顧問就任。
- 2006年
  - 3月2日 党国会対策委員長就任。
  - 9月25日 党最高顧問就任。
- 2007年
  - 10月4日 事務所費問題の責任を取り、党最高顧問辞任。
- 2008年
  - 1月8日 党最高顧問就任。
- 2009年
  - 8月30日 第45回衆議院議員総選挙（福島4区・民主党公認）14期目当選。
- 2011年
  - 5月31日 衆議院議員 山本拓が事務局長を務める地下式原子力発電所政策推進議員連盟（略称 地下原発議連）の顧問に就任。
- 2012年
  - 11月16日 野田第3次改造内閣により衆議院解散、失職。前日に第46回衆議院議員総選挙への不出馬を宣言しており、政界を引退。

## 文献

### 著書
- 『水芭蕉日記 ： 国政十二年の歩み』千代田永田書房、1981年7月25日。NDLJP:11926732。
- 『政治家につける薬』東洋経済新報社、1995年10月。ISBN 4492210784。

### 論文
- 国立情報学研究所収録論文 国立情報学研究所

### 関連文献
- 豊田行二『人間政治家・渡部恒三』徳間書店、1984年10月、ISBN 4191429981
- 大下英治『人間・渡部恒三―政界再編の鍵を握る男』ぴいぷる社、2003年7月、ISBN 4893741756
- 板垣英憲『渡部恒三 民主党を救った会津魂 ならぬことはならぬ』ごま書房、2006年7月、ISBN 4341172190
- 笠井尚『渡部恒三伝　次代へと託す、魂の遺言』論創社、2020年11月、ISBN 4846019950